# Kościół św. Rocha w Łukowie
Kościół Świętego Rocha – kościół rzymskokatolicki spełniający obecnie funkcję kaplicy, znajdujący się na cmentarzu parafialnym św. Rocha w Łukowie. Należy od listopada 1920 roku do parafii Podwyższenia Krzyża Świętego, erygowanej przez biskupa siedleckiego Henryka Przeździeckiego. 

## Historia
Budynek został wzniesiony w 1829 lub w 1838 roku z drewna, w stylu klasycyzującym. Pełnił funkcję świątyni parafialnej w latach 1838–1865 oraz tymczasowo w latach 1941 i 1951. W 1943 roku zmieniono kształt wieżyczki z baniastego na ostrosłupowy. W latach 90. XX wieku budowla została gruntowne wyremontowana i zmodernizowana dzięki staraniom księdza prałata Piotra Kryńskiego, proboszcza parafii Podwyższenia Krzyża Świętego w Łukowie. Szalunki wewnętrzne wykonano w latach 1992–1993.
Corocznie w kościele obchodzony jest odpust ku czci św. Rocha. Jeżeli wspomnienie patrona (16 sierpnia) wypada w dzień powszedni, uroczystość przenoszona jest na najbliższą niedzielę po tym dniu.

## Architektura
Kościół znajduje się na najstarszej części cmentarza, przy głównej alei, od strony ul. Cmentarnej. Orientowany, o konstrukcji zrębowej, wewnątrz i z zewnątrz oszalowany, zbudowany na podmurówce cementowej. Rzut nawy zbliżony do kwadratu, prezbiterium węższe, na planie prostokąta, przedłużone takiej samej szerokości zakrystią. Nad wejściem nadwieszony chór muzyczny. Fasada podzielona na dwie kondygnacje przez balkon wsparty na czterech drewnianych kolumnach. 

### Dzwonnica
Wolnostojąca dzwonnica, wybudowana w pierwszej połowie XIX wieku. Wzniesiona w stylu eklektycznym na planie zbliżonym do kwadratu, orientowana, murowana (z cegły); ściany obustronnie otynkowane. Konstrukcja dwukondygnacyjna, zwieńczona czterospadowym dachem. Budowla zachowała pierwotną formę bez większych zmian.

## Galeria zdjęć

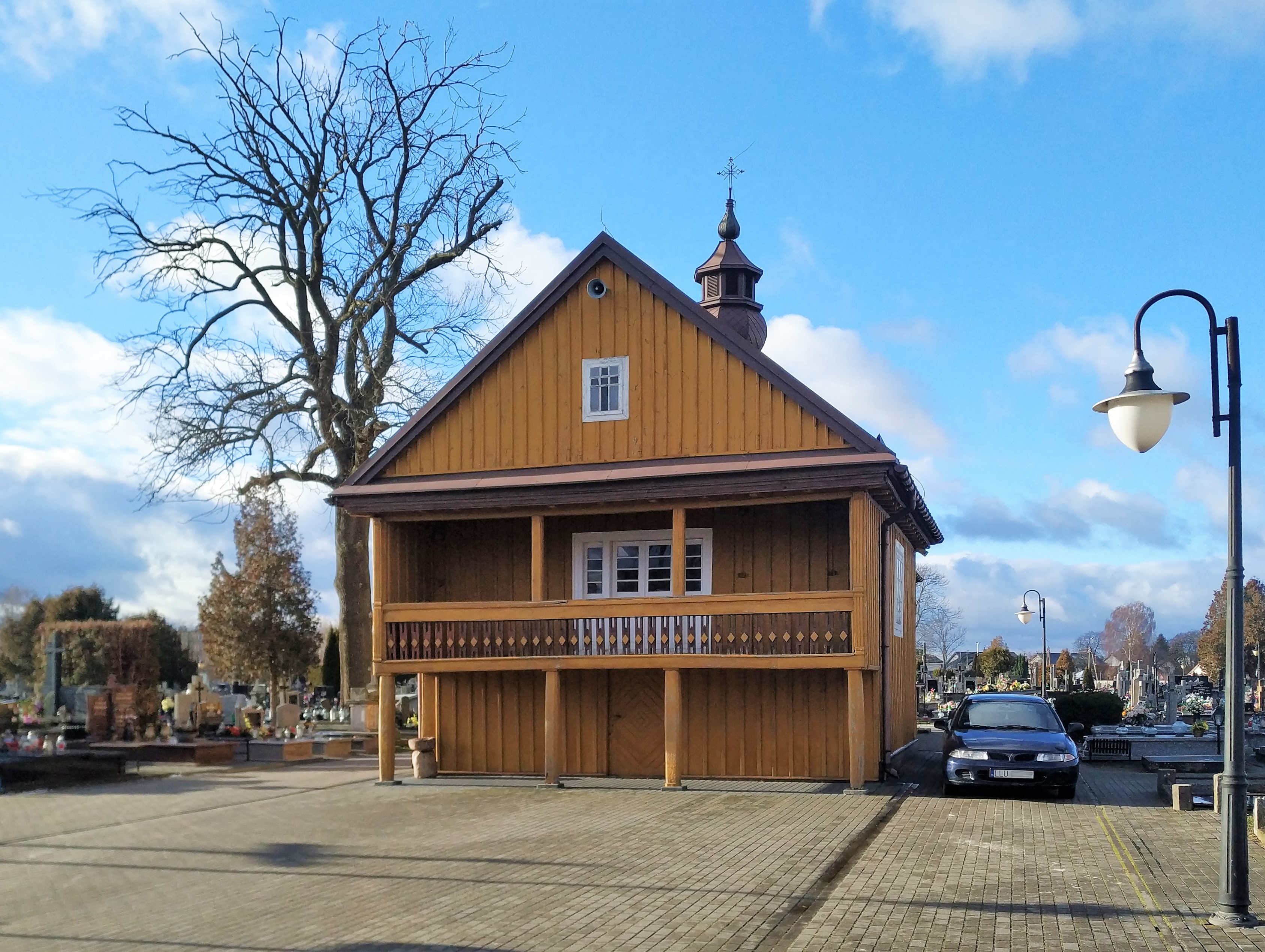
Widok od frontu
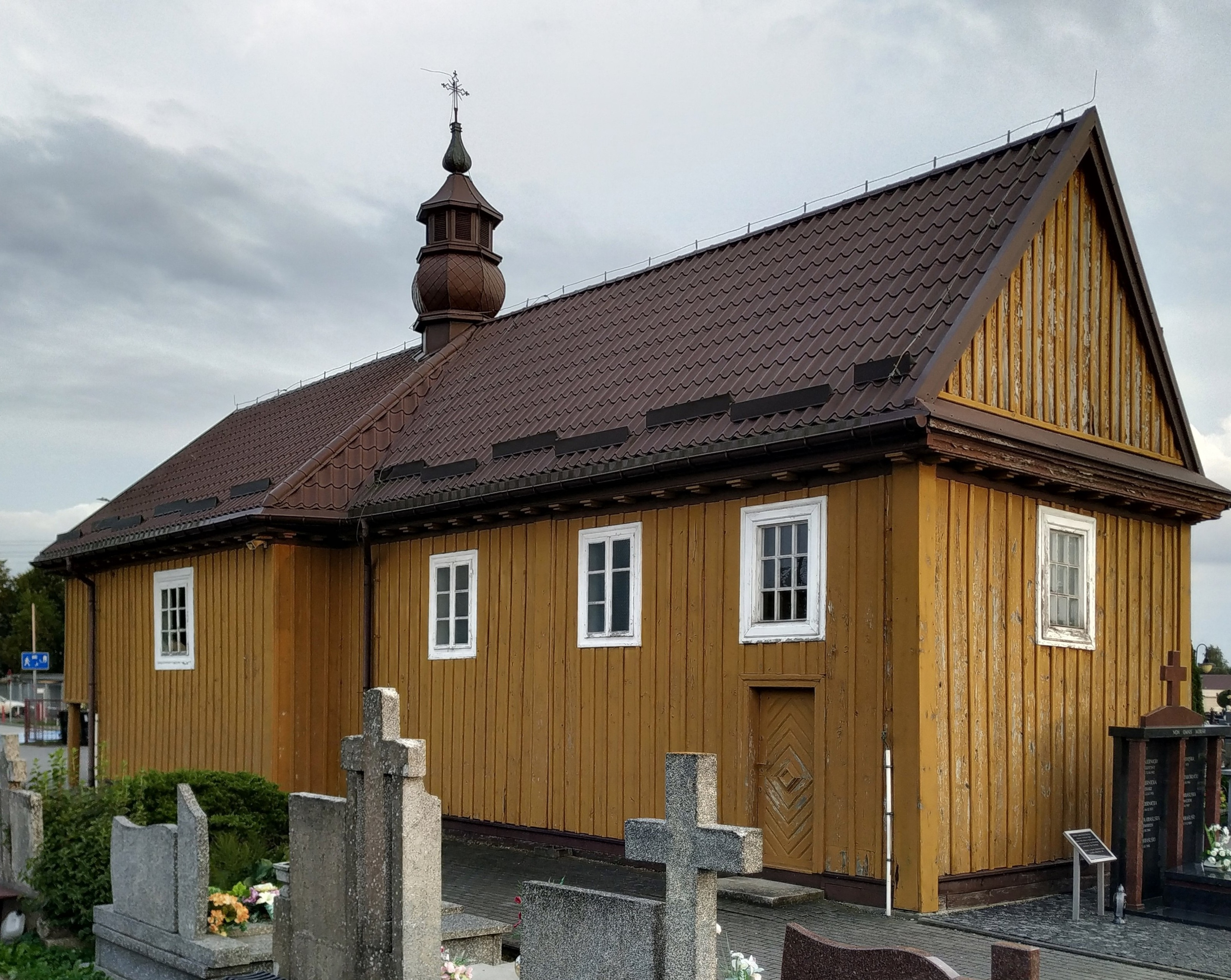
Widok od strony prezbiterium
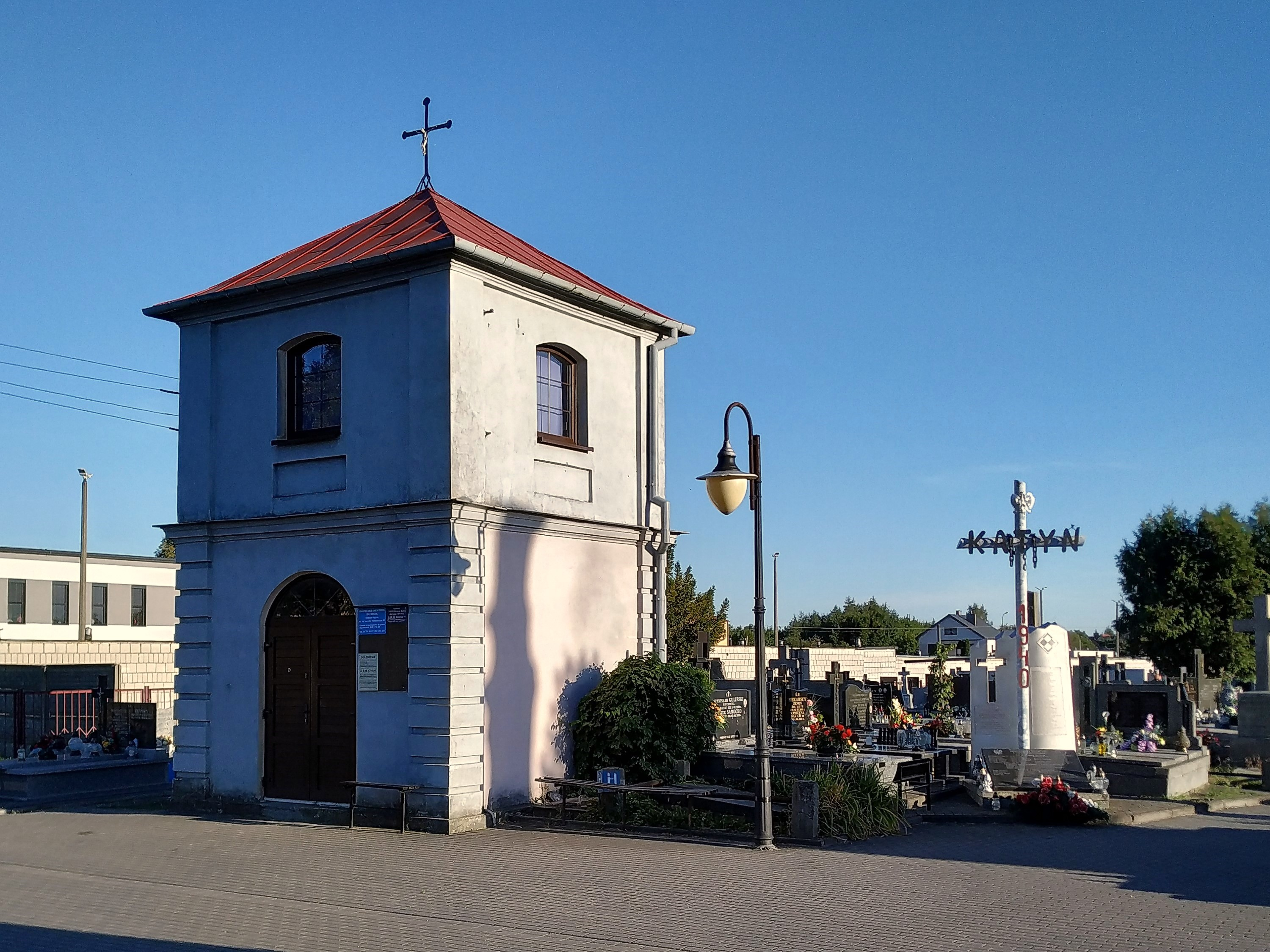
Dzwonnica przy kościele św. Rocha